# Cowin Auto
Cowin Auto (nome ufficiale Yibin Kaiyi (Cowin) Automobile Co., Ltd., in cinese 凯翼 - Kǎiyì) è una casa automobilistica cinese fondata nel gennaio 2014 da Chery Automobile a Wuhu come sussidiaria destinata alla produzione di vetture low cost.
Dal 2018 diviene una joint venture in quanto il 51% della proprietà venne venduto alla Yibin Auto Industry Development Investment e alla Sichuan Yibin Pushi Group e di conseguenza la sede ed il quartier generale sono stati spostati Yibin.

## Storia

### Primi anni
L’origine della denominazione Cowin risale al 2003 quando venne introdotta per identificare l'omonimo modello di autovettura che altro non era che il restyling della vecchia Chery Fulwin (la versione su licenza della prima serie di Seat Toledo nonché prima autovettura prodotta dalla stessa cinese); successivamente, dal 2009, la Chery decise di riorganizzare la propria gamma prodotti utilizzando tale denominazione per identificare una sotto gamma di modelli ormai anziani e a fine ciclo produttivo ma tenuti in listino solo perché garantivano ancora discreti volumi di vendita; nacquero così la Chery Cowin 1 (il restyling della vecchia QQ6), la Chery Cowin 2 (ex Chery Cowin/Fulwin), Chery Cowin 3 (ex modello Chery A5), ecc.
La strategia era quindi di conferire una maggiore identità ai nuovi veicoli mentre far confluire tutti quelli obsoleti sotto il brand Cowin.

### Fondazione
Successivamente la Chery studia il "progetto Jiangbei" con lo scopo di lanciare una nuova casa automobilistica dove poter trasferire tutte le vecchie produzioni e specializzata quindi in vetture low cost e nella fornitura di componenti in kit a costruttori terzi su licenza. 
Tale casa venne fondata nel gennaio del 2014 da: Anhui Jiangbei Development (società di investimenti e sviluppo), Chery Commercial Vehicle (la sussidiaria di veicoli commerciali di Chery) e Wuhu Construction Investment (fondo di investimenti della città di Wuhu) e come sede produttiva venne acquisito l’ex stabilimento militare della Weier (la fabbrica PLA n.5720), situato presso l'aeroporto di Wanli, che possedeva la licenza di produzione automobilistica (in quanto assemblava una monovolume di origine Chery). Lo stabilimento Weier in un primo momento venne ribattezzato Anhui Ruihong Automobile Co, Ltd. e qualche mese dopo assunse la denominazione ufficiale Wuhu Kaiyi (Cowin) Automobile Co., Ltd (trascritto in lingua inglese semplicemente come Cowin Auto) andando quindi a riutilizzare l'ormai affermato brand Cowin. Tutte le attività vennero acquisite da Chery e a ricoprire il uolo di general manager della Cowin venne nominato Zheng Zhaorui.
Nell'agosto del 2014 al salone di Chengdu fa il suo debutto ufficiale al pubblico la Cowin, sussidiaria della Chery, esponendo i due modelli di utilitaria (Cowin C3 e C3R) e il prototipo C-ix, una crossover a cinque posti destinata ad essere prodotta in futuro e annunciando il lancio di inediti modelli basati su piattaforme e tecnologie Chery. Pochi mesi dopo debutta in veste di produzione il primo modello della casa, la Cowin C3, una piccola berlina di segmento B originariamente progettata per essere venduta da Chery e passata alla Cowin. La C3 è disponibile in carrozzeria quattro porte berlina mentre la versione cinque porte hatchback sarà venduta come Cowin C3R.
Nel 2016 debutta la Cowin X3, prima vettura del brand progettata in proprio e basata sulla piattaforma della Chery Tiggo 3 e con motori Chery-Acteco, il design era opera della torinese GranStudio. La produzione avviene nell’ex stabilimento Weier rimodernato e ora di proprietà Cowin. 
Nel settembre del 2017 partono le vendite della Cowin X5, un rebadge della Chery Tiggo 5 prodotta a Wuhu.

### Vendita delle quote alla città di Yibin
Nel 2018 in seguito ad una risttutturazione dell’azionario Chery viene venduta parte della Cowin alla città di Yibin tramite le controllate Yibin Auto Industry Development Investment Co., Ltd. e Sichuan Yibin Pushi (PUSH) Group Co., Ltd. che entrano in possesso rispettivamente del 50,5% e dello 0,5%. Chery Automobile mantiene una quota del 49%.

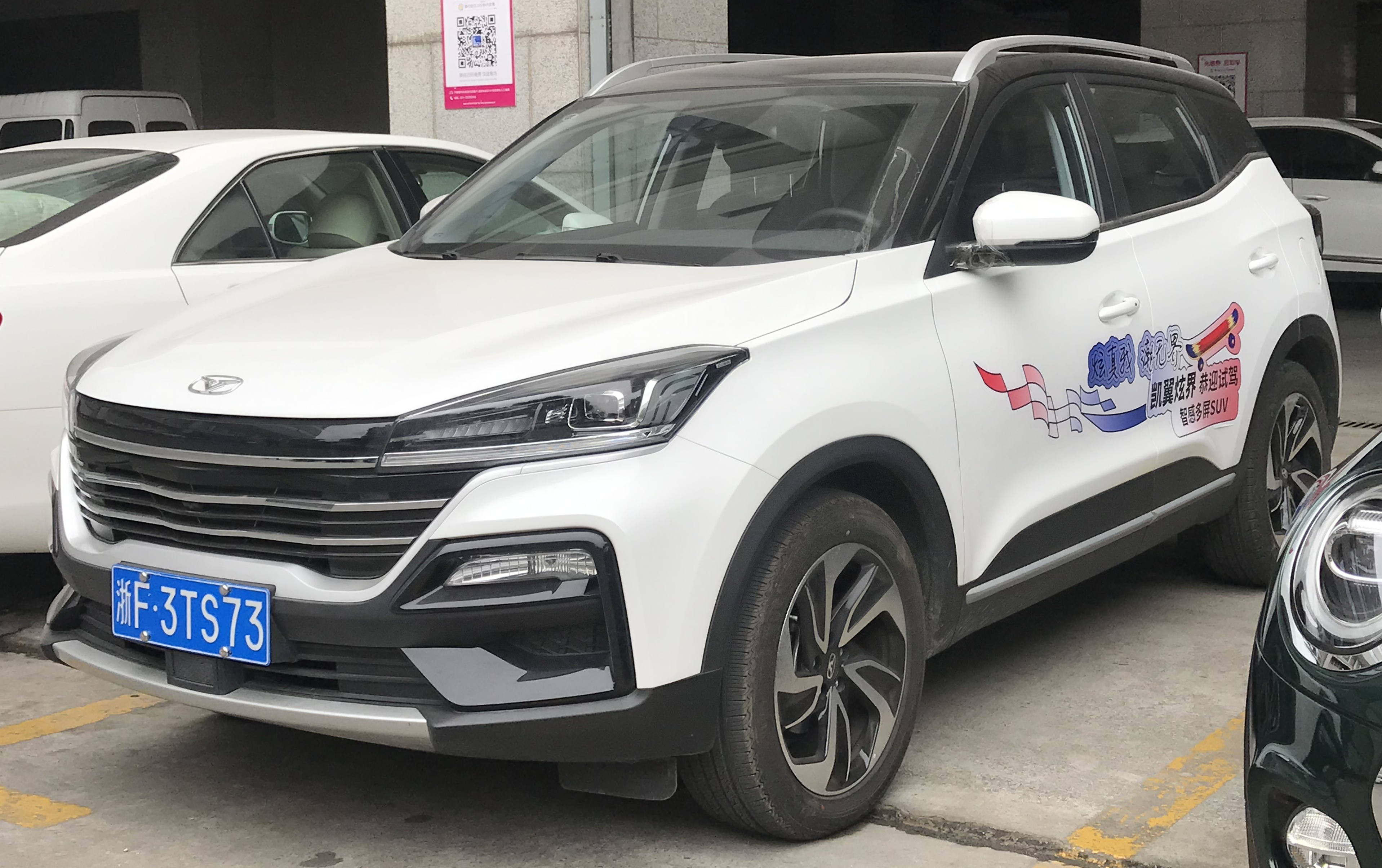
La Cowin Showjet

La città di Yibin ha pagato complessivamente 2,5 miliardi di RMB per una quota del 51% nella Cowin (valutando la società a circa 5 miliardi di RMB, circa 800 milioni di dollari). 
La sede di Cowin Auto viene trasferita a Yibin, nel Sichuan e l’azienda cambia la denominazione ufficiale in Yibin Kaiyi (Cowin) Automobile Co., Ltd.
Il 7 gennaio 2019 viene inaugurato il nuovo stabilimento produttivo a Yibin ed entra in produzione la Cowin X5. La produzione negli impianti Chery di Wuhu continuerà per il modello X3.
Nel 2020 nel nuovo stabilimento entra in produzione la Showjet, crossover derivata dalla Chery Tiggo 5x. Dal settembre del 2020 invece debutta la berlina E5 EV, un rebadge della Chery Arrizo 5 elettrica.

## Autovetture
- Cowin C3 (utilitaria 4 e 5 porte)
- Cowin E3 (rebadge della Chery E3)
- Cowin E5 (rebadge della Chery Arrizo 5 EV)
- Cowin X3 (SUV disegnato dalla GranStudio)
- Cowin X5 (rebadge della Chery Tiggo 5)
- Cowin V3 (rebadge della Chery Karry K60)
- Cowin V7
- Cowin Showjet (derivata dalla Chery Tiggo 5x)
- Cowin Xuandu